# 今州利
今州利（いますり、こんすり、こんつり、生没年不詳）は、鋳金工。和歌山県橋本市隅田八幡神社が所蔵する国宝『隅田八幡神社人物画像鏡』の製作者、朝鮮半島の穢人である。

## 鏡銘
『隅田八幡神社人物画像鏡』の鏡銘は、「癸未年八月日十大王年男弟王在意柴沙加宮時斯麻念長寿遣開中費直穢人今州利二人等取白上同二百旱作此竟」とある。

## 解釈
癸未年に開中費直穢人（かわちのあたいえひと）と今州利の2人で銅鏡をつくったとする読み方や、開中費直（かわちのあたい）と穢人今州利（あやひといますり（こんすり、こんつり））、すなわち、開中費直と穢人今州利の2人で銅鏡をつくったと解する読み方など諸説ある。
西田長男、三品彰英、名児耶明などは、「開中」は「かわち」と読み「河内」、「費直」は「あたい」で姓（カバネ）、「今州利」は「こんすり（こんすり、こんつり）」で名とし、「遣開中費直穢人今州利二人等」を「河内のあたい」と「あやひとこんすり（こんすり、こんつり）」の「ふたり等を遣わし」と解している。すなわち、「開中費直穢人今州利」＝「河内直とその配下の穢人今州利」と読んでいる。
一方、「開中 - 費直を河内 - 直と解し、穢人を『あやひと』ともよむが、確証はない」という意見もある。

## 穢人（濊人）説
伊藤英人は、「穢人今州利」を字面通り「穢人今州利」と解し（濊は『三国志』では「濊」と表記、『漢書』食貨志では「穢」と表記される）、「503年に百済王斯麻（武寧王）の命により大和の工房に派遣され銅鏡を作成し、即位前の継体に贈った際の派遣技術者『穢人今州利』が日本列島において確認される濊人の活動の痕跡である」と述べている。『魏書』東夷伝韓条は「国出鉄，韓・濊・倭皆従取之。」とあり、濊は、弁韓（朝鮮半島最南端）で韓、倭と接していた。さらに、迎日郡（浦項市）出土とされる銅印には「晋卒善穢佰長」が出土している。吉本道雅は、「近年の考古学的知見をも勘案すれば、江陵など江原道南部への新羅の文化的影響は夙に四世紀後半に認められるが、六世紀半ばには、『濊人』はなお高句麗の指揮下に百済・新羅と交戦しえたのであり、江原道全域が新羅の支配化に入るのは、それ以降のことである」と述べている。李成市は、『三国史記』巻四十・蜀官志・武官条に登場する「靺鞨国民」が濊人であることを指摘しており、統一新羅以降も濊人は「靺鞨国民」の名で存在し続けた。以上から、紀元前2世紀から統一新羅以降を含む長期間、咸鏡、江原、慶北を中心とする日本海岸を中心とする朝鮮半島の広範囲で多くの濊人が活動しており、百済、新羅、高句麗には多くの濊人が暮らしていた。